# Leptura longeattenuata
Leptura longeattenuata es una especie de escarabajo longicornio del género Leptura, categorizada en la tribu Lepturini, de la subfamilia Lepturinae. Fue descrita por Pic en 1939.

## Descripción
Mide 13-16 mm de longitud.

## Distribución
Se distribuye por China.